# 337e régiment d'infanterie (France)
Le 337e régiment d'infanterie (337e RI) est un régiment d'infanterie de l'Armée de terre française constitué en 1914 avec les bataillons de réserve du 137e régiment d'infanterie.
À la mobilisation, chaque régiment d'active créé un régiment de réserve dont le numéro est le sien plus 200.

## Création et différentes dénominations
- août 1914 : 337e régiment d'infanterie
- juin 1916 : dissolution

## Chefs de corps
1914-1916 : lieutenant-colonel Georges Régnier

## Historique des garnisons, combats et batailles du 280eRI

### Première Guerre mondiale

#### Affectation
- 11e corps d'armée en août 1914
- 151e division d'infanterie de juin 1915 à juin 1916

### Seconde Guerre mondiale

#### Drôle de guerre
Le 337e régiment d'infanterie est l'un des trois régiments d'infanterie de la 61e division d'infanterie (XLIe corps d'armée de forteresse, 9e armée). Cette division doit, selon ce qui sera décidé lors d'une éventuelle attaque allemande en Belgique, défendre la Meuse entre Vireux-Molhain et Anchamps (hypothèse Dyle) ou défendre la position de résistance nationale Rocroi – Signy-l'Abbaye (hypothèse Escaut). Préparant l'un des deux cas, le 337e est chargé d'organiser la position sud sur la Meuse avec le 248e régiment d'infanterie au nord.

## Drapeau
Il porte, cousues en lettres d'or dans ses plis, les inscriptions suivantes :
- Saint-Gond 1914
- Verdun 1916

## Décorations décernées au régiment
- Pas de citation au régiment.